# Gérard Mestrallet
Gérard Mestrallet (Parijs, 1 april 1949) is een Franse manager.
Mestrallet studeerde aan het Instituut voor Politieke Studies van Toulouse, de École nationale de l'aviation civile en heeft een diploma van de École Polytechnique en de École nationale d'administration. In 1984 trad hij in dienst bij de Franse energieleverancier GDF Suez, eerst als speciaal adviseur van de president, daarna als senior vice-president van Industriële Zaken. In februari 1991 werd hij algemeen directeur van de Generale Maatschappij van België. In juli 1995 werd Mestrallet benoemd tot president en algemeen directeur van Compagnie de Suez, en in juni 1997 tot voorzitter van de raad van bestuur van Suez Lyonnaise des Eaux. Van 2001 tot 2016 was hij CEO en tot 2018 voorzitter van de raad van bestuur. het Franse bedrijf GDF Suez (sinds 2015 Engie).
In 2018 werd Mestrallet door de Franse president Emmanuel Macron benoemd tot uitvoerend president van het Al-'Ula Development Agency in Saoedi-Arabië, verantwoordelijk voor toerisme en culturele ontwikkeling in samenwerking met het Koninkrijk Saoedi-Arabië.